# 王孝行
王孝行（葡萄牙語：Wong Hau Hang，1938年—），男，浙江湖州人，中国澳门企业家，曾任第六、七、八、九届全国政协委员。